# 채륜

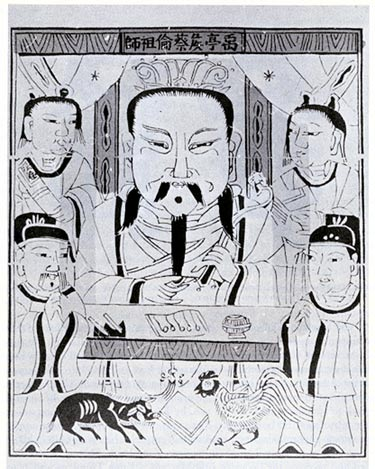
채륜(蔡倫). 18세기의 그림.

채륜(중국어 정체자: 蔡倫, 병음: Cài Lún 차이룬[*], 50년경 ~ 121년경)은 중국 후한 중기의 환관으로, 자는 경중(敬仲)이며, 계양군 뇌양현(耒陽縣) 사람이다. 종이를 발명한 인물로 질 명제 때부터 환관으로 조정에 들어간 후 화제 때 궁중의 공방 장관인 상방령에 취임하여 궁중의 여러 가지 도구를 만들었다. 또한 나무껍질, 삼베 조각, 헌 헝겊, 낡은 그물 따위를 사용하여 종이를 만들고, 105년에 이것을 황제에게 바쳐 널리 쓰이게 되었는데, 당시에는 이 종이를 '채후지(蔡侯紙)'라고 했다. 이것이 식물 섬유를 사용해서 만든 종이의 기원이며, 후세의 문화 발전에 크게 이바지하였다.

## 채륜의 생애
명제 때 환관으로 황실에 들어갔다. 그는 3대 장제의 황후인 두태후의 편에 기대 권력을 얻었고, 상방령의 자리에까지 올랐다. 상방령은 황실에 필요한 물건이나 칼, 무기 등을 제작하고 기술을 만드는 부서의 책임자였다. 문헌에 의하면 그는 물건 만들기에 재능이 있고 학문을 좋아하는 결백한 사람이었다고 나와있다. 채륜은 국가 기획기관인 유악에 참가해 정책 입안에 참여할 정도로 화제에게 깊은 신뢰를 얻어 왕에게 자주 간언을 올리는 위치까지 올랐다. 그는 105년 기존의 포장지 개념이었던 종이를 개량하여 글을 쓸 수 있는 종이를 개발하였다. 그가 만든 종이는 학문발전에 큰 영향을 미쳤다. 이전에는 무게가 많이 나가고 부피가 큰 대나무, 나무판자 아니면 값이 비싼 비단을 이용해야 했기 때문에 많은 한계가 있었다. 채륜이 글을 쓸 수 있는 종이를 개발하게 되면서 이전과는 다른 문자의 기록과 학문전달의 좋은 영향을 미치게 된다. 승승장구하던 채륜은 화제가 죽은 후 어린 상제를 대신하여 섭정하던 화제의 황후인 등태후와 함께 권력을 유지하였다.
그러나 채륜 121년 등태후가 사망하고 안제가 친정을 시작하면서 권세가 나빠지기 시작했다. 안제는 3대 장제의 아들로 황태자 자리에 있다가 두태후에 의해 축출된 유경의 아들이다. 그는 빼앗긴 권력을 되찾기 위해서 자신의 아버지인 유경이 황태자 자리에 쫓겨나게 된 경위를 조사하기 시작했고, 그 과정에서 두태후의 중상모략에 의해 무고하게 살해당했다는 사실이 밝혀졌다. 이때 두태후와 함께 계략한 사람이 채륜이었다는 것이 알려지면서 채륜은 바로 형장으로 끌려나올 처지가 되었다. 그러나 당시에 사대부에게는 형벌을 내리지 않는다는 원칙이 있었기 때문에 채륜은 형장으로 출두하기 전 사자가 내민 독약을 먹고 자살하였다. 후대의 환관들에게는 전한 시대의 사마천, 명나라의 정화와 함께 유능한 환관으로 추앙받았다고 한다. 이외에도 삼국지연의 초반에 원소가 명환관의 예로 태사공(사마천)과 용정후를 언급하는데, 여기서 용정후가 바로 이 사람. 이 외에 채륜과 같은 청류파 환관은 후한 말에 여강이라는 인물이 있었다.

## 채륜의 업적
당시 중국에서는 비단(백서)이나 대나무 조각(죽간), 나무 조각(목독)에다 글을 새겼는데, 비단은 값이 비싸 일반인들이 사용할 수가 없었다. 또 대나무 조각이나 나무 조각은 많은 양의 글을 기록하기 어려웠고, 무게가 무거워 운반하기도 힘들었다. 105년 채륜은 나무껍질, 삼베조각, 헌 헝겊, 낡은 그물 따위를 사용하여 종이를 만들었다. 비단 제품을 제조하는 과정에서 생긴 나머지 비단 실이나 풀솜을 이용하여 부직포를 만드는 방법을 응용하였다. 이로 인해 저렴한 재료로 가볍고 질기며 문자를 기록할 수 있는 매끄러운 종이가 탄생하였다. 지금 종이를 뜻하는 한자 지(紙)는 당시에는 비단을 만들고 남은 재료로 만들어진 천을 가리키는 말이었기 때문에 채륜이 만든 종이는 채후지(蔡侯紙, 채륜이 만든 종이란 뜻)란 말로 높여 불렸다. 채륜이 정립한 제지법은 후대에 종이를 만드는 표준 방법이 되었고 그가 발명한 종이는 그 뒤 백서, 주간, 목간 등과 함께 사용되다가, 남북조 시대에 이르러 널리 쓰이게 되었다.

### 진실
대개 채륜을 종이의 발명가로 알고 있으나 그는 종이의 발명가보다 문자를 기록할 수 있는 종이의 개발자라고 하는 편이 옳다. 채륜 이전에도 원시적인 형태의 종이가 존재했다는 것이 발굴 등을 통하여 밝혀졌기 때문이다. 다른 지역에 확장해서 보면 이집트의 파피루스같은 것인데, 이때의 종이들은 풀솜이나 마를 펴서 만든 것으로 하나같이 동경(구리거울) 등을 싸는 포장지의 개념으로 문자를 기록할 수 있는 종이는 아니었다. 채륜이 처음으로 발명한 것은 제지법 중 혼합재료를 섞어서 펄프로 압축하는데 성공했다는 것으로 보고 있다.

## 여담
채륜이 종이를 만들었음을 의미하는 채륜작지(蔡倫作紙)라는 한자성어가 있다.
- 한자 음과 뜻_성씨 채(蔡), 인륜 륜(倫), 만들 작(作), 종이 지(紙)
- 풀이_후한(後漢)의 환자(宦者)인 채륜(蔡倫)이 처음으로 종이를 제조(製造)한 일

## 같이 보기
- 목간
- 죽간